# Helen Thomas

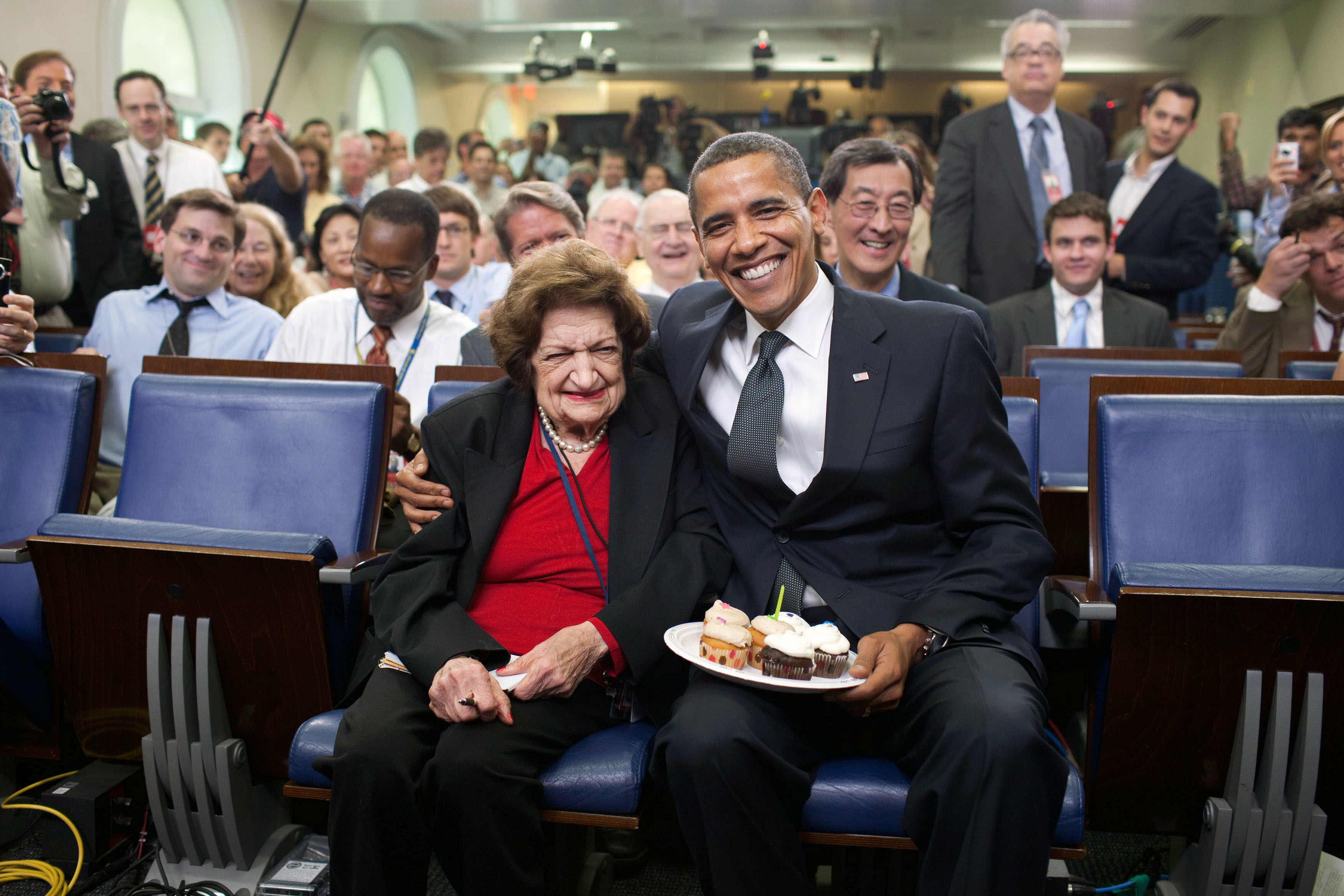
Prezydent Barack Obama, obchodzący również 4 sierpnia urodziny, fetuje z dziennikarzami 89. urodziny Helen Thomas.
James Brady Briefing Room, Biały Dom, 4 sierpnia 2009 r.

Helen Amelia Thomas (ur. 4 sierpnia 1920 w Winchesterze w stanie Kentucky, zm. 20 lipca 2013 w Waszyngtonie) – amerykańska dziennikarka korespondentka Białego Domu, jedna z pierwszych kobiet odnoszących poważne sukcesy w dziennikarstwie politycznym.

## Życiorys
Helen Thomas pochodziła z bardzo biednej rodziny libańskich emigrantów. Dorastała w stanie Michigan. Uczęszczała do szkół publicznych. Tytuł licencjata w języku angielskim otrzymała w 1942 r. na Uniwersytecie Wayne State w Detroit. W czasie studiów zaczęła pisać dla uniwersyteckiej gazety i postanowiła zostać dziennikarzem. Po otrzymaniu dyplomu pojechała wprost do Waszyngtonu i w 1943 rozpoczęła pracę w nieistniejącym już dzienniku „Washington Daily News”.
Przez długie lata pracowała w agencji prasowej United Press International. Nazywana była buldogiem agencji UPI. W 2000 roku odeszła z niej i, mając 79 lat, została komentatorką gazet koncernu Hearst Corporation.
W sierpniu 2009 roku, w dniu jej 89. urodzin, w pokoju dla mediów w Białym Domu, „Happy Birthday to You” dla Helen Thomas odśpiewał wspólnie z dziennikarzami prezydent Barack Obama.
Jej kariera dziennikarska załamała się w 2010 roku, po tym jak w internecie pojawiła się jej kontrowersyjna wypowiedź na temat izraelskich żydów i konfliktu izraelsko-palestyńskiego na Bliskim Wschodzie. Thomas straciła pozycję komentatorki gazet Hearsta i w 2011 roku zaczęła pisać dla małej, bezpłatnej waszyngtońskiej gazety.
Zmarła w swoim domu 20 lipca 2013 roku, w wieku 92 lat.